# Laguna Hills (Kalifornija)
Laguna Hills je grad u američkoj saveznoj državi Kalifornija. Prema popisu stanovništva iz 2010. u njemu je živjelo 30.344 stanovnika.